# Zernogradi járás
A Zernogradi járás (oroszul: Зерноградский муниципальный район) Oroszország egyik járása a Rosztovi területen. Székhelye Zernograd.

## Népesség
- 1989-ben 61 140 lakosa volt.
- 2002-ben 66 481 lakosa volt.
- 2010-ben 58 757 lakosa volt, melyből 52 768 orosz, 1 211 ukrán, 1 044 örmény, 963 török, 370 cigány, 310 fehérorosz, 167 tabaszaran, 133 moldáv, 114 tatár, 110 mari, 108 azeri, 104 grúz, 96 rutul, 75 német, 54 mordvin, 49 avar, 48 koreai, 41 csuvas, 41 oszét, 39 udmurt, 38 ezid, 37 csecsen, 35 lezg, 26 üzbég stb.